# Nicéphore Chrysoberge
Nicéphore Chrysoberge (en grec : Νικηφόρος Χρυσοβέργης, vers 1160 - probablement après 1213) est un rhétoricien byzantin et le métropolite de Sardes.

## Biographie
Il est probablement né vers 1160 ou, selon une autre thèse, en 1142. C'est un protégé de Constantin Mésopotamitès et il parvient à être nommé enseignant (didaskalos) à l'école patriarcale de la basilique Sainte-Sophie vers 1186. Dans les années 1190, il semble tomber en disgrâce avant de retrouver sa position en étant nommé au poste important de magistros ton rhetoron (maître des rhéteurs) en 1200. Il conserve ce poste jusqu'aux environs de 1204, quand il succède à son oncle comme métropolite de Sardes. Il meurt probablement après 1213.
En tant que magistros ton rhetoron, il écrit des discours panégyriques en l'honneur des empereurs Alexis III Ange, Alexis IV Ange et le patriarche Jean X Kamateros. Selon Alexander Kazhdan, « tant ses vues politiques que ses principes littéraires étaient traditionnels et conventionnels. Il loue le pouvoir impérial mais n'est pas impressionné par les prouesses militaires ». Les troubles entre Byzance et les républiques maritimes italiennes jouent un rôle important dans la rhétorique de Chrysoberge.